# Чантурия, Владимир Александрович
Влади́мир Алекса́ндрович Чанту́рия (бел. Уладзі́мір Алякса́ндравіч Чанту́рыя; 30 июня 1923, Баку — 28 ноября 1988, Минск, Белорусская ССР) — советский белорусский архитектор, историк архитектуры, педагог. Автор проектов детальной планировки исторических центров Гродно и Витебска.

## Биография
В 1947 году окончил архитектурно-строительный факультет Азербайджанского индустриального института им. Азизбекова, после чего был направлен в Минск для восстановления разрушенных городов Беларуси. Начинал трудовую деятельность в проектном институте «Белгоспроект». Склонность к научно-исследовательской деятельности 1948 года привела Владимира Александровича в строительный сектор Академии наук БССР. Во время прохождения аспирантуры в АН БССР (1948-1950), был командирован в Москву в аспирантуру Академии архитектуры СССР. Становление Чантурии как учёного проходило под руководством ведущих советских архитекторов А. Щусева, И. Жолтовского, В. Семёнова, Н. Колли, А. Гегелло и др.
В 1953 году защитил кандидатскую диссертацию на тему «Центры городов Беларуси». С 1954 по 1970-е годы проводил многочисленные экспедиции и научные командировки по городам и весям Белоруссии с целью выявления и изучения памятников архитектуры, их обмеров и фотофиксации. Собранный материал лег в основу докторской диссертации на тему «Исследование архитектурного наследия Беларуси», защищенной в 1966 году.
С 1954 по 1962 год — доцент Белорусского политехнического института (БПИ), с 1968 года — профессор. В 1969 году основал кафедру «Теория и история архитектуры» на архитектурном отделении БПИ, которую возглавлял с 1969 по 1988 год.
Был председателем научно-методического Совета по охране памятников Министерства культуры БССР, членом президиума Центрального Совета добровольного общества по охране памятников истории и культуры БССР. Входил в состав проблемного совета «Традиции и новаторство в советской архитектуре» при правлении Союза архитекторов СССР, был членом региональной группы Прибалтики и Белоруссии Международного совета по охране памятников и достопримечательных мест (ИКОМОС).
Входил в состав редакционного совета Белорусской советской энциклопедии, был членом редколлегии издания «Свод памятников истории и культуры Беларуси», бюллетеня «Памятники истории и культуры Беларуси».

## Награды
Лауреат Государственной премии БССР (1980). Награжден медалями, Грамотой Верховного Совета БССР (1985).